# Barbus serra
Barbus serra је зракоперка из реда Cypriniformes. 

## Угроженост
Ова врста се сматра угроженом.

## Распрострањење
Ареал врсте је ограничен на једну државу. 
Јужноафричка Република је једино познато природно станиште врсте.

## Станиште
Станишта врсте су речни екосистеми и слатководна подручја. 